# Otto Guevara
Pour les articles homonymes, voir Guth.
 (avril 2022).
Si vous disposez d'ouvrages ou d'articles de référence ou si vous connaissez des sites web de qualité traitant du thème abordé ici, merci de compléter l'article en donnant les références utiles à sa vérifiabilité et en les liant à la section « Notes et références ».
Otto Guevara Guth, né le 13 octobre 1960 à San José, est un homme politique costaricien. Il représente le Mouvement libertarien, dont il est le fondateur avec Raúl Costales et Rigoberto Stewart.

## Biographie
Il est partisan du gouvernement limité, des libertés individuelles, du marché libre et est opposé à l'augmentation des impôts. Il est le président actuel du Réseau Libéral d'Amérique Latine (RELIAL), affilié à l'Internationale libérale.
Il est député à l'assemblée législative du Costa Rica de 1998 à 2002 et représente son mouvement aux élections présidentielles de 2002 (1,7 % des voix), 2006 (8,4 % des voix) et 2010 (troisième derrière Laura Chinchilla Miranda et Ottón Solís Fallas, avec 20,96 % des voix).